# 荻野NAO之
荻野NAO之（おぎの なおゆき、Naoyuki OGINO、1975年10月24日 - ）は日本の写真家。東京都生まれ。
「モンゴロイド文化圏の暮らし」と「妹（いも）の力」をメインテーマとする。
作品様式はドキュメンタリー・アート。特に荻野が合計10年暮らしたメキシコの先住民の祭や、京都の花街、京都・太秦の映画撮影所内の写真作品などで知られる。2006年ニューヨークで開催された個展「Scent of Tibet」は、マグナム・フォトの写真家Steve McCurryと共に旅して撮影されたもの。日本語、英語、スペイン語を話す。

## 経歴
- 1978年～1982年、メキシコ、クエルナバカ市で暮らす
- 1986年～1991年、メキシコ、メキシコシティで暮らす
- 1997年～1998年、メキシコ、ケレタロ市で暮らす
- 2000年、国立名古屋大学理学部物理学科卒業
- 2000年、電通入社
- 2006年、電通退社後、写真家活動に専念
- 2009年〜京都在住

## 受賞歴
- 2006年、日本写真家ユニオン（JPU）第1回公募展大賞受賞

## 審査員
- 2012年、ウズベキスタンの国際写真フェスティバル／国際写真コンテスト審査員（マグナム・フォトのピンカソフほか5人と）（英語）

## オフィシャルフォトグラファー
- 2014年、KYOTOGRAPHIE、第2回京都国際写真フェスティバル、オフィシャルフォトグラファー

## 執筆
- 2013年、京都新聞「私の京都新聞評」半年間、月1連載
- 2010年、「風の旅人」39号「ふるさと」、40号「うずまさ」
- 2009年、「中国先鋒撮影」全3回連載「老川劇的新生」
- 2006年、「AERA」4月3日号「いま芸舞妓になる娘たち」

## 講演・講義
- 2013年、京都太秦クリエーター支援拠点セミナー講演
- 2013年、日本 映画・テレビ美術監督協会主催「映画美術スタッフ塾講演
- 2012年、ウズベキスタン第6回国際写真フェスティバル「2012 Tashkentale Photo Festival」「Master Class」講演（英語）
- 2012年、京都新聞企画、京都市立西京極小学校6年生「ソフィアがやってきた」講義
- 2012年、立命館アジア太平洋大学「My Photography and Ariadne's Thread」半日外部講師、講義（英語）
- 2008年、ニューヨークのジャパン・ソサエティー「Geisha in Contemporary Japan」講演（英語）
- 2008年、静岡大学、道徳指導論、「バイパス」1授業外部講師、講義
- 2008年〜、名古屋大学「キャリア形成論」年1回講義

## フェスティバル
- 2014年、京都の国際写真フェスティバル「2014 第2回KYOTOGRAPHIEサテライト」個展＠2会場
- 2013年、京都の国際写真フェスティバル「2013 第1回KYOTOGRAPHIEサテライト」個展
- 2012年、ウズベキスタン国際写真フェスティバル「2012 Tashkentale Photo Festival」招聘作家、個展2会場
- 2011年、台北「Taiwan Photo 2011」
- 2008年、ウズベキスタン国際写真フェスティバル「2008 Tashkentale Photo Festival」日本代表、個展
- 2007年、中国の国際写真フェスティバル「Pingyao Int'l Photo Festival 2007」
- 2007年、フランス、サロン・ドートンヌ出品
- 2006年、フランス、サロン・ドートンヌ出品

## 個展
- 2014年、京都、KYOTOGRAPHIEサテライト、『白州 -京の境と淡い- /  "SHIRASU -Approaching KYOTO Singularity-"』
- 2013年、京都、KYOTOGRAPHIEサテライト、『太秦 UZUMASA』
- 2012年、ウズベキスタン、ウズベキスタン美術館、『Womb of the Myth』及び『Komomo - A Geisha's Journey-』
- 2008年、ウズベキスタン、House of Photography、『A girl inherited Maiko (apprentice geisha) life』
- 2007年、中国、Pingyao Int'l Photo Festival、『继承艺伎的少女』
- 2007年、東京他、キヤノンギャラリー、『舞妓を受け継いだ少女』
- 2007年、台湾、American Club in Chinaｓ、『Impression of CRUZ ～Descendant of M series～』
- 2006年、ニューヨーク、Synchronicity Fine Arts、『Scent of Tibet ～Descendant of M series～』
- 2003年、メキシコ、メキシコケレタロ歴史博物館、『CONCHEROS:ARITUALIDAD Y TRADICION』
- 2003年、名古屋、名古屋市市民ギャラリー栄、『名古屋のメキシコ人たちとメキシコの肖像』
- 2001年、名古屋、名古屋クリエートフォトギャラリー、『クルスの印象』
- 2001年、東京、新宿コニカプラザ、『クルスの印象』（メキシコ大使館後援）
- 1999年、名古屋、名古屋大学、『私の出会った教授たち』（写真インタビュー展）
- 1999年、名古屋、名古屋クリエートフォトギャラリー、『Los Charros』
- 1999年、東京他、キヤノンサロン、『異なるくらし 異なる笑顔‐メキシコの田舎町‐』
- 1998年、東京、新宿コニカプラザ、『Los Charros-メキシカンカウボーイ-』（メキシコ大使館後援）
- 1998年、メキシコ、メキシコ・ケレタロ州立大学、『VIVERE』

## ポートフォリオ・写真集・ブックレット
- 2013年、英日版ブックレット「UZUMASA Exhibition Catalogue」 ISBN 978-1484144626
- 2010年、ポートフォリオ「小桃ー芸妓への道」オリジナルプリント[1]
- 2009年、フランス語版写真集「Mon journal de geisha」Aubanel社 ISBN 978-2700606300
- 2008年、日本語版写真集「komomo」講談社 ISBN 978-4-7700-4093-0
- 2008年、英語版写真集「A Geisha's Journey」講談社アメリカ ISBN 978-4-7700-3067-2

## 掲載
風の旅人、mia（スペインの雑誌）、Reader's Digest（アメリカ合衆国の雑誌、世界18カ国版に掲載）、Miroir de l'Art（フランスの雑誌）、BSC News Magazine（フランスの雑誌）、Tu Style（イタリアの雑誌）、中国先鋒撮影（中国の雑誌）、Marie Claire（フランスの雑誌、各国版に掲載）、Grazia Australia（イタリアの雑誌のオーストラリア版）、Canon Photo Circle（キヤノンの機関誌）、撮影雑誌（香港の雑誌）、デジタルカメラマガジン、tomorrow（ライフカード会員誌）、AERA、家庭画報インターナショナル、htwi、日本カメラ、月刊カメラマン、フォトコンテスト、Photo Konicaなど